# 진주 삼선암 동종
진주 삼선암 동종(晋州 三仙庵 銅鍾)은 대한민국 경상남도 진주시 상봉동, 삼선암에 있는 고려시대의 동종이다. 2010년 12월 21일 대한민국의 보물 제1698호로 지정되었다.

## 개요
현재 삼선암 대웅전에 봉안된 이 작품은 원래 1951년 진양군(晉陽郡, 지금의 진주시) 수곡면사곡리(水谷面士谷里) 삭실 마을에서 한 농부가 사지를 개간하다가 발견한 것으로 고려시대에 제작된 것이다. 동종은 전체높이가 64.2cm이고, 입지름이 37.6cm로 그 크기는 중형의 속한다.
전체적으로 옅은 녹색빛이 감도는 삼선암 동종은 2단으로 이루어진 낮고 평평한 천판위에 음통을 휘감고 있는 단룡의 종뉴를 갖추었다. 동종의 종형은 외선이 천판 아래로부터 중ㆍ하단까지 완만한 곡선을 그리며 내려오다가 종구에서 갑자기 내부로 꺾기고 있어 종복이 불룩한 모습을 나타낸다.
종신에는 간결한 문양으로 구성되었는데, 천판 바로 아래에는 연화당초문을 두껍게 부조하였으며, 그 아래로 4개의 연곽을 배치하였다. 연곽의 전체형태는 밑변이 더 긴 사다리꼴로 연화당초문과 연주문을 이용하여 연곽대를 구획하였다. 그 내부에 만개된 연뢰는 4개만을 간략하게 장식하였다. 그리고 그 밑에는 2개의 당좌를 배치하였는데, 당좌를 살펴보면, 중앙에 활짝핀 연꽃이 있고, 그 외곽으로 연주문을 시문하여 아름다움을 배가시키고 있다. 마지막 하단에는 상단에 부조한 연화당초문과 동일한 띠 장식을 장엄하였다. 전체적으로 약간의 손상과 부식이 남아있지만 보존 상태는 매우 좋은 편으로 고려 종 가운데 출토지가 확실한 점에서 가치가 높다. 비록 종신에는 비천상이나 명문은 남아있지 않지만 이러한 양식적 특징으로 미루어 이 삼선암 종은 고려 전기 양식을 잘 구비하고 있는 그리 많지 않은 고려 전기 종의 귀중한 자료이다.

## 참고 자료
- 진주 삼선암 동종 - 국가유산청 국가유산포털